# سیارک ۳۶۰
سیارک ۳۶۰ (به انگلیسی: 360 Carlova، نامگذاری:1893N) سیصد و شصتمین سیارک کشف شده‌است که در ۱۱ مارس ۱۸۹۳ و در نیس کشف شد.
قدر مطلق سیارک برابر ۸٫۴۸ است.